# Літак президента Росії

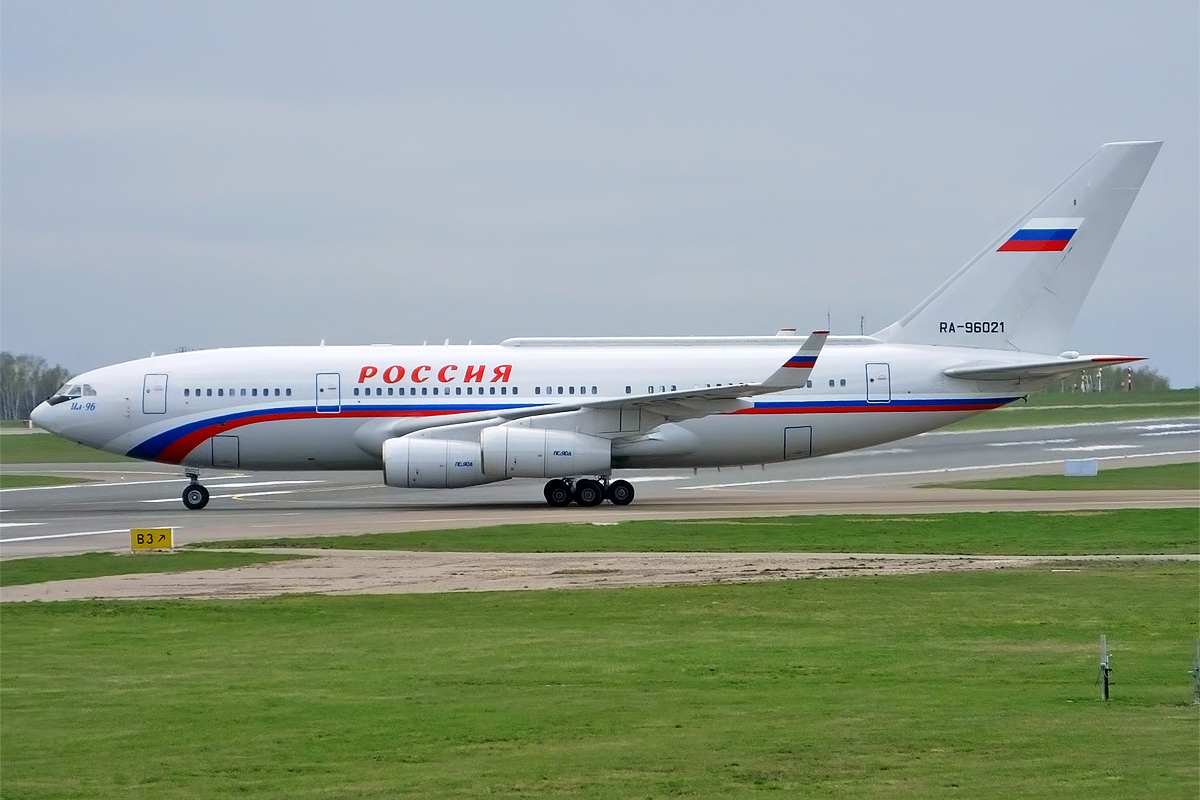
Іл-96-300ПУ авіакомпанії Спеціальний літний загон «Росія»
в аеропорту Внуково, 2015 рік

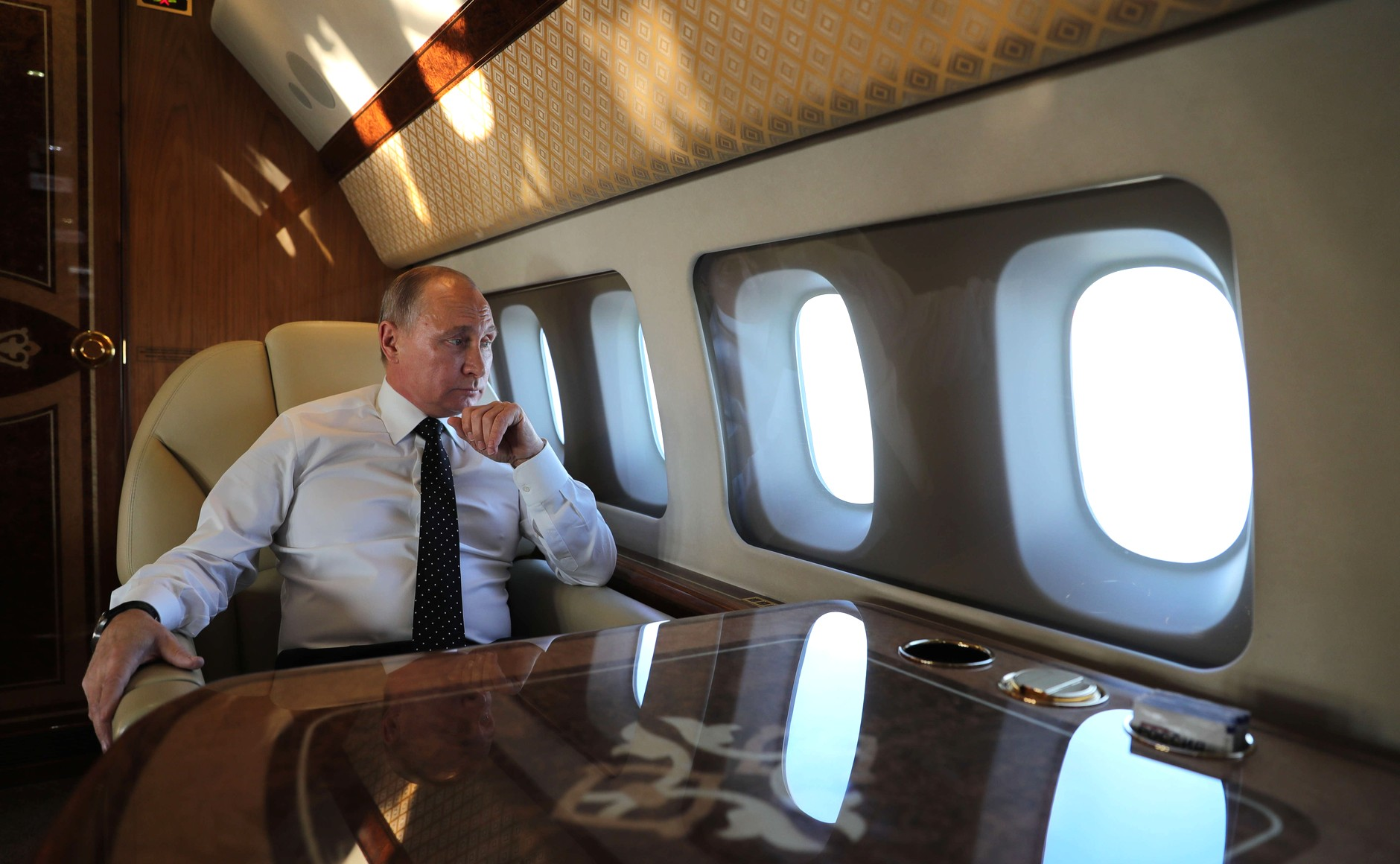
Володимир Путін у салоні літака Ту-214СР під час прямування на авіабазу ВКС Росії Хмеймім
у Сирії, 11 грудня 2017 року

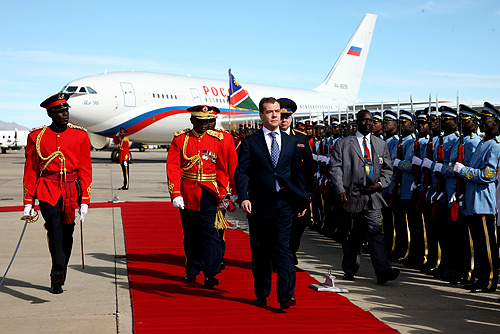
Дмитро Медведєв та літак президента Росії в Намібії, 2009 рік

Літак президента Росії — узагальнююча назва повітряних суден, що перевозять президентів Росії.
Роль літака президента Росії виконують повітряні судна з авіаційного парку спеціального льотного загону «Росія», призначені для перевезення президента Росії та інших державних діячів Росії. Президентський літак перебуває на балансі Управління справами президента.

## Історія
З 1992 року президент Росії літав літаками Іл-62, Ту-154, Ту-134 та Як-40. До цього літаками Іл-18 і Ту-114 літали керівники СРСР Микита Хрущов та Леонід Брежнєв, на Іл-62 — Брежнєв, Юрій Андропов, Костянтин Черненко, Михайло Горбачов.
Основним президентським літаком з 1996 року є чотирирьохмоторний широкофюзеляжний далекомагістральний Іл-96-300ПУ — значно модифікований варіант пасажирського Іл-96. Дві літери (ПУ) позначення означають пункт управління. У новітній історії Росії президенти використовували чотири таких літаки. Перший літак (RA-96012) почав використовувати президент Борис Єльцин. У 2003 році було побудовано новий літак (б/н 96016) для президента Володимира Путіна. У 2010 році президент Дмитро Медведєв заявив, що хоче розширити авіапарк президентських літаків за рахунок ще двох таких моделей, побудованих на Воронезькому авіазаводі. Перший з них (RA-96020) було передано спецавіазагону в грудні 2012 року. Другий (RA-96021) було передано СЛО «Росія» 30 січня 2014 року. 25 квітня 2013 року було укладено держконтракт на постачання ще одного, п'ятого літака Іл-96-300ПУ(М1), вартістю 5,2 млрд руб. Він був поставлений (RA-96022) 23 листопада 2015 року. 28 вересня 2015 року згідно з тендером ОАК надійшло замовлення на два Іл-96-300 ПУ (М1), з постачанням літаків на 2017—2018 роки.

## Опис
Літак є значно модифікованим варіантом пасажирського Іл-96 зі значними змінами для підвищення комфорту та безпеки.
Оздобленням салону займався підрозділ Diamond Aircraft з Відня (Австрія), що спеціалізується на бортовому устаткуванні.

## Зовнішнє оформлення
Літак розфарбований у традиційні кольори спеціального льотного загону «Росія», до якого доданий прапор Росії чи президентський штандарт на вертикальному стабілізаторі.

## Перспективи
У травні 2010 року повідомлялося, що перший новий російський авіалайнер Sukhoi Superjet 100 може використовуватися в майбутньому як президентський літак Росії. Однак реальний вплив цих повідомлень невідомий, і станом на 7 червня 2023 року президент продовжує використовувати літак Іл-96.